# Caisse générale d'épargne du Congo
La Caisse générale d’épargne du Congo (CADECO) est une entreprise financière non banquière et publique de la République démocratique du Congo qui gère des caisses d’épargne. Son siège est sur l’avenue cadeco à Kinshasa.

## Histoire
La Caisse générale d’épargne du Congo belge et du Rwanda-Urundi est créée par décret royal le 10 juin 1950. Celle-ci gère les épargnes de la population, et a pour objectif d’apprendre à la population à pratiquer l’épargne et de financer les grands projets de développement.
En 1960, à l’indépendance, elle devient la Caisse générale d’épargne du Congo, et, en 1970, la Caisse générale du Zaïre (CADEZA).
Le 17 mai 1997, après la prise du pouvoir par l’AFDL, elle reprend son nom de Caisse générale d’épargne du Congo.
La CADECO a financé la réalisation de plusieurs grands projets dont notamment : les barrages de la Congolaise électricité (COLECTRI), devenue ensuite Société nationale d'électricité (SNEL) ; les premiers avions de la compagnie d’aviation Air Congo ; la construction des hôtels de ville dans les chefs-lieux des provinces.